# Smeč (tenis)

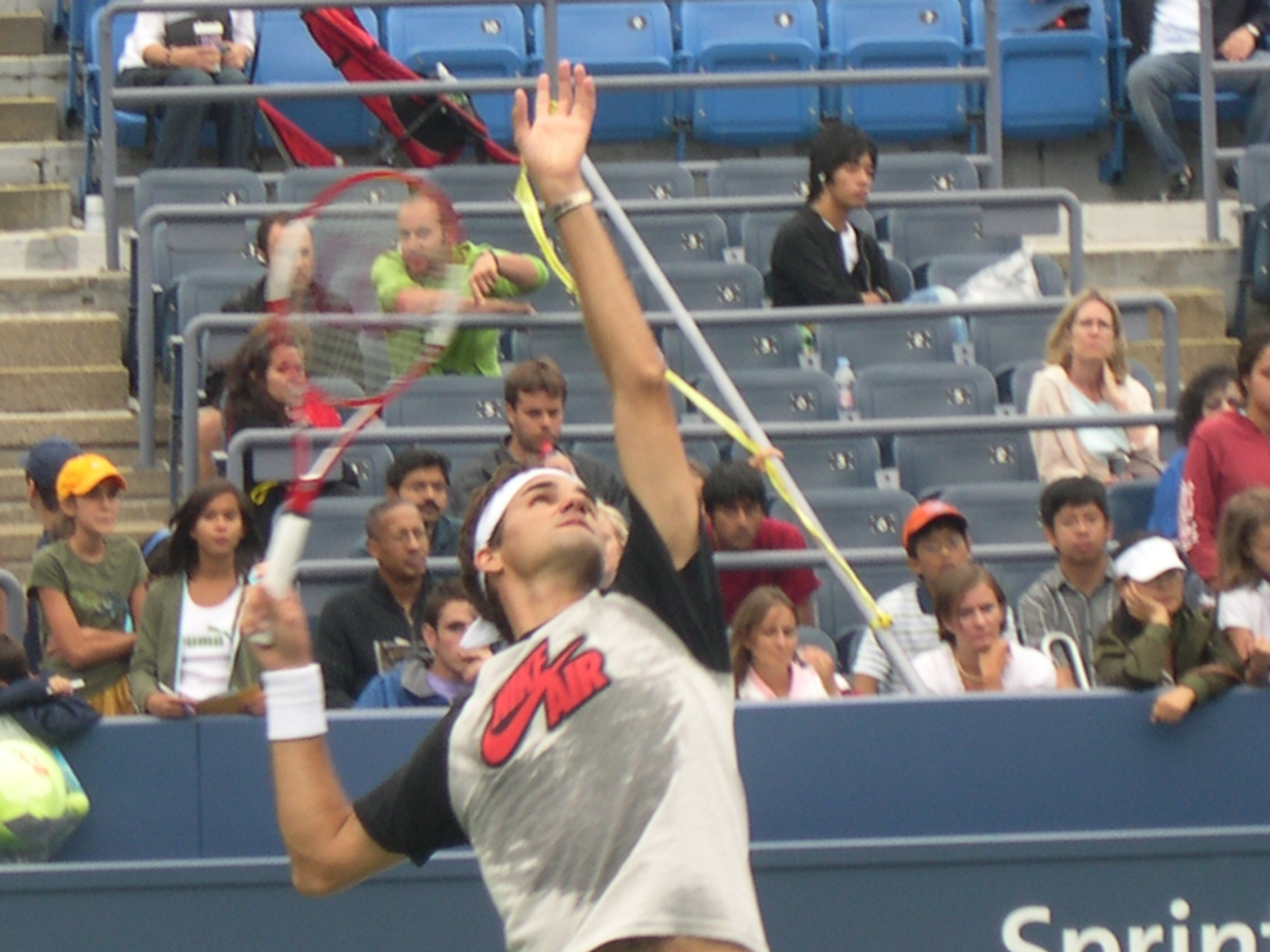
Smeč bez dopadu v podání Rogera Federera.

Smeč (spisovný je mužský i ženský rod slova) v tenise patří k základním tenisovým úderům. Míč je zasažen raketou hráče nad hlavou. Existují dvě základní varianty smeče, kdy je míč buď udeřen přímo ze vzduchu, anebo až po dopadu na tenisový dvorec. Držení rakety je shodné s podáním, což mu umožňuje udělit rotaci.

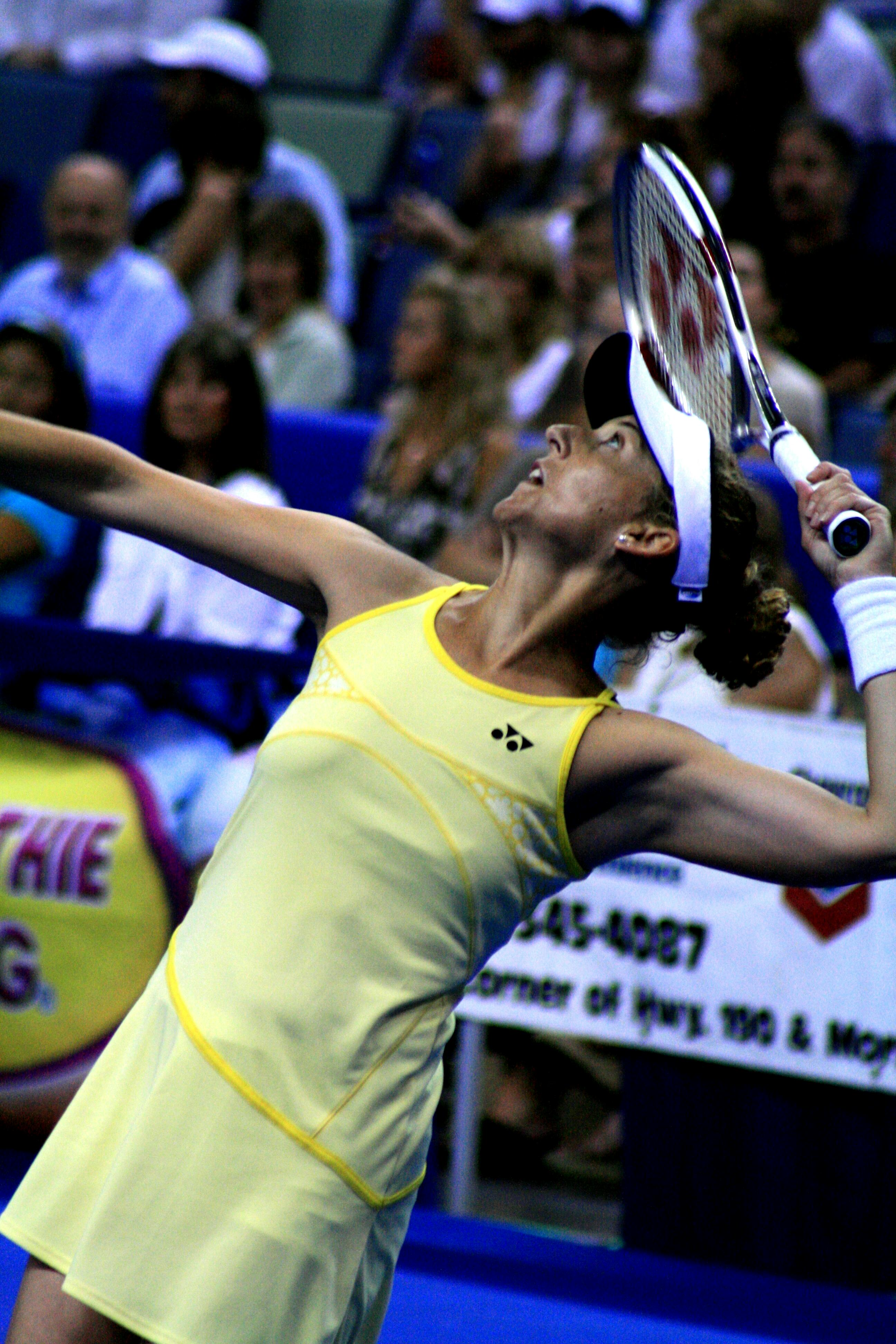
Monika Selešová smečuje.

Pokud hráč udeří míč nad hlavou bekhendovou stranou rakety, hovoří se o vysokém bekhendovém voleji nebo bekhendovém smeči, který patří k technicky nejobtížnějším úderům v tenise.
Mechanizmus smeče je shodný s podáním.
Nejčastěji je tento úder hrán na síti, jako protiúder při soupeřově snaze o lob. Pokud je správně zvládnutý, tak velmi často končí jako vítězný míč. Lze ho však hrát z celé vymezené plochy tenisového hřiště. S rostoucí vzdáleností od sítě je šance na ukončení výměny nižší.
Mezi výborné smečaře novodobé éry tenisu patří Pete Sampras, Roger Federer, Andy Roddick, Andre Agassi a další. Mezi ženami Martina Navrátilová či Steffi Grafová. Bývalá světová jednička Martina Hingisová hrála smeč často s malou razancí, ale s velkou rotací (liftem) a správným umístěním.